# Bībī Jānābād
Bībī Jānābād (persiska: بی بی جان آباد, بابائی جان آباد, جان آباد, بابائی) är en ort i Iran.   Den ligger i provinsen Kohgiluyeh och Buyer Ahmad, i den centrala delen av landet, 600 km söder om huvudstaden Teheran. Bībī Jānābād ligger 724 meter över havet och antalet invånare är 928.
Terrängen runt Bībī Jānābād är kuperad söderut, men norrut är den platt.Runt Bībī Jānābād är det ganska glesbefolkat, med 45 invånare per kvadratkilometer. Närmaste större samhälle är Dogonbadan, 11,1 km norr om Bībī Jānābād. Omgivningarna runt Bībī Jānābād är i huvudsak ett öppet busklandskap.